# Radio Majak

Radio Majak logo

Radio Majak (Радио Маяк, dt. Radio Leuchtturm, in der englischen Transkription auch Radio Mayak geschrieben) ist ein staatlicher russischer Hörfunksender aus Moskau, der sein Programm landesweit ausstrahlt. Er gehört der staatlichen Medienholding WGTRK.

## Struktur
Der Sender ist im Besitz der staatlichen russischen Medienholding WGTRK, zu der auch Fernsehsender wie der Telekanal Rossija und einige weitere Radiostationen gehören. Den Programmschwerpunkt bei Radio Majak bildet ein Informationsprogramm. Der Sender steht der Regierung nahe.
Radio Majak nahm seinen Sendebetrieb am 1. August 1964 als Hauptradiosender der UdSSR auf. Lange Zeit über Kurz-, Lang- und Mittelwelle zu empfangen, war es einst das beliebteste Radioprogramm in der Sowjetunion. Radio Majak war 2003 noch der russische Radiosender mit dem viertgrößten Marktanteil, landesweit etwa 9 %. Er war lange in den GUS-Staaten das meistgehörte Programm in der Altersgruppe zwischen 14 und 55 Jahren. Pausenzeichen von Radio Majak waren lange die ersten Akkorde des russischen Volksliedes Moscow Nights, die alle 30 Minuten gespielt wurden.
Während des Kalten Krieges wurden die Kurzwellensender von Radio Majak auch eingesetzt, um ausländische Programme westlicher Herkunft zu stören (deliberate interference bzw jamming).

## Empfang
Die Ausstrahlung über Langwelle und Mittelwelle wurde zum 1. Januar 2013 eingestellt. Radio Majak ist dadurch auf dem flachen Land nicht mehr terrestrisch zu empfangen. Der Empfang über UKW in den größeren Städten und der Drahtfunk bleiben erhalten. Wo Radio Majak nicht mehr zu hören ist, wird terrestrisch nur noch Radio Rossii zu empfangen sein. Bis 1999 strahlte Radio Majak auch auf Kurzwelle aus. Außerdem steht ein Livestream im Internet zur Verfügung.